# Joaquín Partagás
Joaquín Partagás Jaquet, más conocido por su nombre artístico «El rey de la magia» (Barcelona, 15 de septiembre de 1848-Barcelona, 28 de diciembre de 1931) fue un mago, investigador y escritor español del siglo XIX y comienzos del XX, uno de los pioneros de la magia moderna en España y en Argentina. En el año 1881, abrió en Barcelona la primera tienda de magia de España: El rey de la magia, en la calle de la Princesa, misma en la que nació, aunque en otro número.

## Biografía
Con tan sólo 14 años de edad, Partagás empezó a trabajar como empleado de una farmacia de Barcelona, etapa en la que escribió sobre los conocimientos adquiridos de las drogas y los dulces que vendía.
En el año 1868, emigró con su hermano Urbano, a Argentina, donde trabajó en una librería y se cree que tuvo su primera oportunidad de interesarse y leer sobre magia. También parece que es importante en su formación e interés por la magia, que en 1874, Fructuoso Canonge, reconocido mago español del siglo XIX, actuase en Buenos Aires. 
Un año después, en 1875, Partagás y su hermano regresaron a España, se dedicó a profundizar en el mundo de la magia y regresó a Argentina, convertido en mago profesional.
En el año 1877, estuvo de gira por Argentina, Uruguay y Brasil, donde le llamaron «el taumaturgo catalán» y obtuvo un gran éxito.
Posteriormente, estuvo de gira por varios lugares de Europa y regresó a Barcelona donde inauguró, con su nombre artístico, la primera tienda de magia de España, llamada El rey de la magia.
Partagás ha sido un referente para los magos españoles.

## El Salón Mágico
En París conoció el Teatro Robert Houdin, del ilusionista francés, Jean Eugène Robert-Houdin, y lo tomó como modelo para abrir en 1894, el Teatro Salón Mágico, en La Rambla de Barcelona, en el que se realizaban espectáculos de magia. Además, desde 1897, se empezaron a realizar proyecciones de cine, convirtiéndose en uno de los teatros pioneros en el uso del cinematógrafo en España.

## Obra
- 2014 - El prestidigitador óptimus o Magia espectral. ISBN 9788490014264.[9]